# Zavičajni muzej Našice
Zavičajni muzej Našice utemeljen je 1974. godine, a osnivač je Grad Našice. Zavičajni muzej Našice je kompleksni muzej koji svojom djelatnošću pokriva područje našičkog kraja (Područje Grada Našica i općina Feričanci, Donja Motičina, Đurđenovac, Podgorač). S obzirom na raznolikost građe utemeljene su zbirke u okviru sljedećih odjela: Arheološki odjel, Kulturno-povijesni odjel, Etnološki odjel, Prirodoslovni odjel, Odjel muzejske knjižnice.
Svojim djelovanjem muzej nastoji sačuvati za budućnost značajni materijal s područja našičkog kraja koji svjedoči o njegovoj kulturno-povijesnoj i prirodoslovnoj baštini. Muzej aktivno djeluje u lokalnoj zajednici kao mjesto susreta, učenja i zabave za sve korisnike raznovrsnih sadržaja koje organizira.
Muzej je smješten u Dvorcu Pejačević u Našicama, zaštićenom kulturnom spomeniku, te se u centar njegovog rada stavlja primjereno korištenje ovoga prostora, istraživanje baštine obitelji Pejačević te njena muzeološka prezentacija.

## Povijest
Prvi poticaji za osnivanje muzejske ustanove u Našicama vezani su uz razdoblje Hrvatskoga proljeća, kada su zainteresirani građani sve češće istupali u javnosti s tom idejom. Godine 1971. godine realiziran je susret prof. Ivane Jurković (etnologinje i buduće ravnateljice našičkog muzeja) i agilne društvene djelatnice Jelkice Mifka s uglednom osječkom muzeologinjom, konzervatoricom i povjesničarkom dr. sc. Danicom Pinterović. S njom su raspravile mogućnost utemeljenja muzeja u Našicama i dobile smjernice za rad. Temeljem tih smjernica prof. Ivana Jurković započela je intenzivno sakupljati građu za budući muzej. Paralelno je i Branko Kranjčev, pedagog u našičkoj osnovnoj školi i istraživač lokalne baštine, prikupljao zavičajni materijal zanimljiv za buduću muzejsku ustanovu.
Krajem 1973. godine Danica Pinterović je obišla Našice i razgledala prikupljene predmete. Posjetila je osnovnu školu i zgradu Dvorca Pejačević, koji je odabran za sjedište budućeg muzeja, a u kojem su već čuvani predmeti za muzejski fundus. Tako su se obistinile njene riječi koje je zapisala prilikom posjeta Našicama u neposrednom poraću, 1945. godine: "… sve je još tu i dvorac bi se mogao u svom originalnom stilu obnoviti i urediti kao muzej ili upotrijebiti za kakvu drugu kulturnu svrhu".
Zavičajni muzej Našice osnovala je 25. veljače 1974. tadašnja Skupština Općine Našice i smjestila ga u nekoliko prostorija u Dvorcu Pejačević. Muzej je počeo s radom 3. listopada 1974. Prvi stručni djelatnici bili su profesori Ivana Jurković i Josip Waller. Muzej je utemeljen kako bi istraživao, prikupljao, obrađivao i komunicirao građu s područja našičkog kraja. S obzirom na raznolikost prikupljenih predmeta utemeljene su zbirke arheološkog, kulturno-povijesnog, etnološkog, prirodoslovnog i knjižničnog tipa. Muzejski stalni postav započeo se razvijati u nekoliko prostorija na katu dvorca i kroz vrijeme se mijenjao i nadopunjavao. Postupno se i prostor dvorca obnavljao i privodio adekvatnoj svrsi, pa je muzej zauzimao sve veću površinu. Nakon što je muzeju prepušten i reprezentativni prostor u prizemlju dvorca (tzv. crveni i žuti salon), započelo se i s kontinuiranim izložbenim aktivnostima, odnosno postavljanju povremenih izložbi koje organizira muzej ili drugi organizatori.
Tijekom Domovinskog rata (Rujan 1991.) Dvorac Pejačević je lakše oštećen, a fundus muzeja je u potpunosti sačuvan.
Zavičajni muzej Našice je tijekom vremena uspostavio intenzivnu suradnju s brojnim baštinskim ustanovama, udrugama i muzejima, član je Muzejske udruge istočne Hrvatske, a djelatnici muzeja aktivno sudjeluju u radu strukovnih udruga: Hrvatsko muzejsko društvo, Društvo knjižničara Slavonije i Baranje – Hrvatsko knjižničarsko društvo, Društvo povjesničara umjetnosti Hrvatske. U suradnji s Institutom za arheologiju u Zagrebu Zavičajni muzej Našice sustavno vrši arheološke preglede i rekognosciranje arheoloških nalazišta u našičkom kraju.
Muzej danas aktivno sudjeluje u brojnim kulturnim aktivnostima u lokalnoj zajednici. Samostalno organizira Koloniju umjetničke keramike "Hinko Juhn“ (utemeljena 1979. godine), a povremeno ili stalno sudjeluje i u nizu drugih manifestacija: Memorijal Dore Pejačević, Dani franjevačke kulture, Dan Grada Našica, Festival „Dani slavonske šume“, Planinarski tjedan, itd.
Muzej organizira i veliki broj povremenih izložbi u Izložbenom salonu Dvorca Pejačević gdje se postavljaju i druge gostujuće muzejske i galerijske izložbe.

## Zbirke i odjeli
Zavičajni muzej Našice utemeljio je 5 odjela: Arheološki odjel, Kulturno-povijesni odjel, Etnološki odjel, Prirodoslovni odjel, Odjel muzejske knjižnice.
Unutar Arheološkog odjela utemeljene su zbirke prapovijesti, antike i srednjeg vijeka.
Kulturno-povijesni odjel čini zbirka Pejačević, zbirka Isidora Kršnjavoga, zbirka Mate Benkovića, zbirka Hinka Juhna, povijesna zbirka, galerijska zbirka, zbirka umjetničke keramike i zbirka fotografija.
Etnološki odjel čini zbirka tradicionalnog gospodarstva, zbirka pokućstva i sitnog kućanskog inventara, zbirka tradicionalnog rukotvorstva i radinosti, zbirka tekstilnog rukotvorstva, zbirka narodnih nošnji, zbirka tradicionalnog obrta, te predmeti vezani uz običaje i vjerovanja.
Prirodoslovni odjel je sastavljen od lovačke zbirke, zbirke fosila i zbirke stijena i minerala.
Odjel muzejske knjižnice sadrži knjižničnu i dokumentacijsku građu. Od cjelokupne knjižnične građe ustanovljena je Priručna-stručna knjižnica. U njoj se nalazi knjižna građa (Referentna zbirka i zbirka kataloga), zbirka periodike i zbirka audio-vizualne građe. U fondu Zavičajne zbirke ("Bibliotheca Nassicziensis") koji je sastavljen također od knjižnične građe, nalazi se zbirka knjiga, zbirka rukopisa, zbirka periodike, zbirka sitnog tiska te zbirka audio-vizualne građe. U fondu muzejskih zbirki utemeljene su zbirka razglednica i čestitki, zbirka plakata, zbirka osmrtnica, zbirka starih i rijetkih knjiga (Zbirka "Knjižnica Pejačević").
Od ostale građe tu je Informacijsko-dokumentacijska građa (Dosjei o znamenitostima zavičaja, dosjei o znamenitim zavičajnicima), te sekundarna dokumentacija.

## Stalni postav
Muzejske zbirke prezentirane su javnosti putem stalnih postava: Spomen soba Hinka Juhna, Spomen soba Isidora Kršnjavoga, Spomen soba Dore Pejačević, Povijesni pregled našičkog kraja, Etnografska soba, Seoska kuća našičkog kraja, Lončarska radionica Feričanci, Lovačka soba/Lovstvo našičkog kraja, Galerija predaka obitelji Pejačević i Knjižnica Pejačević.

## Vanjske poveznice
Službene stranice Zavičajnog muzeja Našice

Muzejska udruga istočne Hrvatske - Zavičajni muzej Našice  Arhivirana inačica izvorne stranice od 17. veljače 2017. (Wayback Machine)

Muzejski dokumentacijski centar - Zavičajni muzej Našice

Facebook stranica Zavičajnog muzeja Našice